# Vaterländische Blätter für den österreichischen Kaiserstaat
Die Vaterländischen Blätter für den österreichischen Kaiserstaat waren eine Zeitung, die von 1808 bis 1814 in Wien erschienen ist. Eine Beilage zur ersten Nummer enthält den „Plan dieser Zeitschrift“: Der Zweck dieser Blätter ist: die Bewohner der kais- königl Erbstaaten mit sich selbst näher bekannt zu machen und Vaterlandsliebe durch Vaterlandskunde zu befördern.
Die Erscheinungsweise war zum Teil unregelmäßig, geplant war zweimal pro Woche. Im Impressum werden bis 1813 Johann Michael Armbruster, bis 1814 Franz Sartori als Redakteure genannt. Gedruckt wurden die Vaterländischen Blätter zunächst von Verleger Josef Vinzenz Degen, von 1811 bis 1814 von Anton Strauß. Von 18. April 1809 bis 5. Jänner 1810 ist die Zeitung kriegsbedingt nicht erschienen, wodurch die Jahrgangszählungen eine Verschiebung erfahren haben.
Unter dem Titel „Erneuerte vaterländische Blätter für den österreichischen Kaiserstaat“ wurde die Zeitung von 4. Jänner 1815 bis 27. Dezember 1820 zweimal wöchentlich fortgesetzt. In dieser wird die „Chronik der österreichischen Literatur“ als Beilage herausgegeben. 